# Новолатівка
Новола́тівка — село в Україні, у Криворізькому районі (з 2020 року) Дніпропетровської області.
Орган місцевого самоврядування — Новолатівська сільська рада. Населення — 675 мешканців.

## Географія
Село Новолатівка розташоване на лівому березі річки Інгулець, вище за течією за 1,5 км розташоване село Новоселівка, нижче за течією за 2,5 км розташоване село Інгулець, на протилежному березі — село Стародобровільське. Поруч проходить автомобільна дорога Р74.

## Історія
- У 1961 році радгосп «Латівка» був укрупнений за рахунок двох колгоспів — ім. Чкалова і «Червоний лан» і одночасно почалося будівництво південніше Новоселівки нового села. Це місце стали називати «Будівництво», потім селищем радгоспу «Латівка», а потім — Новолатівка.
- 24 квітня 2003 року селищу Новолатівка було надано статус села і до нього перенесений центр Новоселівської сільради, яка перейменована на Новолатівську.

## Населення

### Мова
Розподіл населення за рідною мовою за даними перепису 2001 року:
| Мова       | Кількість | Відсоток |
| ---------- | --------- | -------- |
| українська | 638       | 94.52%   |
| російська  | 31        | 4.59%    |
| білоруська | 3         | 0.44%    |
| румунська  | 2         | 0.30%    |
| угорська   | 1         | 0.15%    |
| Усього     | 675       | 100%     |

## Економіка
- ФГ «Еліта»

## Об'єкти соціальної сфери
- Школа
- Фельдшерський пункт

## Інтернет-посилання
- Погода в селі Новолатівка [Архівовано 21 грудня 2011 у Wayback Machine.]